# ウィンブルドン・パーク駅
ウィンブルドン・パーク駅（ウィンブルドン・パークえき、英語: Wimbledon Park station）は、ロンドンのウィンブルドンにあるロンドン地下鉄の駅である。ディストリクト線ウィンブルドン支線にある、島式ホーム1面2線の地上駅で、トラベルカード・ゾーン3に属する。
テニスの四大大会として世界的に有名なウィンブルドン選手権が開催されるオールイングランド・ローンテニス・アンド・クローケー・クラブの最寄り駅のひとつでもある。
当駅は、ウィンブルドン公園の東側、Arthur Road closeのMelrose Roadとの交差点に近く、Durnsford Road（国道A218号線）の200mほど西にある。

## 歴史
この駅は1889年6月3日にパットニー・ブリッジ駅からウィンブルドン駅までの路線が開業した際に、メトロポリタン・ディストリクト鉄道（略称MDR、現在のディストリクト線）が開業した。
この路線自体はロンドン・アンド・サウス・ウェスタン鉄道(L&SWR)によって建設されたもので、1889年7月1日よりL&SWRの列車は接続駅のイースト・パットニー駅を経由してBarnes線のクラパムジャンクション駅まで運行するようになった。
当駅を含む、パットニー・ブリッジ駅からウィンブルドン駅までの区間はロンドン地下鉄において蒸気機関車から電車へ転換された最後の区間となった。電車運行は1905年8月27日に開始された。
サザン鉄道（L&SWRを継承した鉄道会社）によるウィンブルドン・パーク駅を通る列車の運行は1941年5月4日に終了したが、路線の所有権は1994年4月1日にロンドン地下鉄へ移管されるまで（さらにそれを継承した）ナショナル・レールに残っており、移管の時までこの駅にはナショナル・レールの駅名標が掲げられていた。

## バス路線
ロンドンバスの156系統と、深夜バスのN87系統が当駅の周辺にある国道A218号線から発着する。

## 隣の駅
ロンドン交通局
ロンドン地下鉄
■ディストリクト線
ウィンブルドン支線
ウィンブルドン駅 - ウィンブルドン・パーク駅 - サウスフィールズ駅

## 参照
- ロンドンの鉄道駅